# Plectris lepida
Plectris lepida är en skalbaggsart som beskrevs av Hermann Burmeister 1855. Plectris lepida ingår i släktet Plectris och familjen Melolonthidae. Inga underarter finns listade i Catalogue of Life.